# تنها کس (ترانه شکیرا)
«یک» (به انگلیسی: The One) تک‌آهنگی از هنرمند اهل کلمبیا شکیرا است که در سال ۲۰۰۲ میلادی منتشر شد. این تک‌آهنگ در آلبوم سرویس رختشویی قرار داشت.